# Модель Рубікону

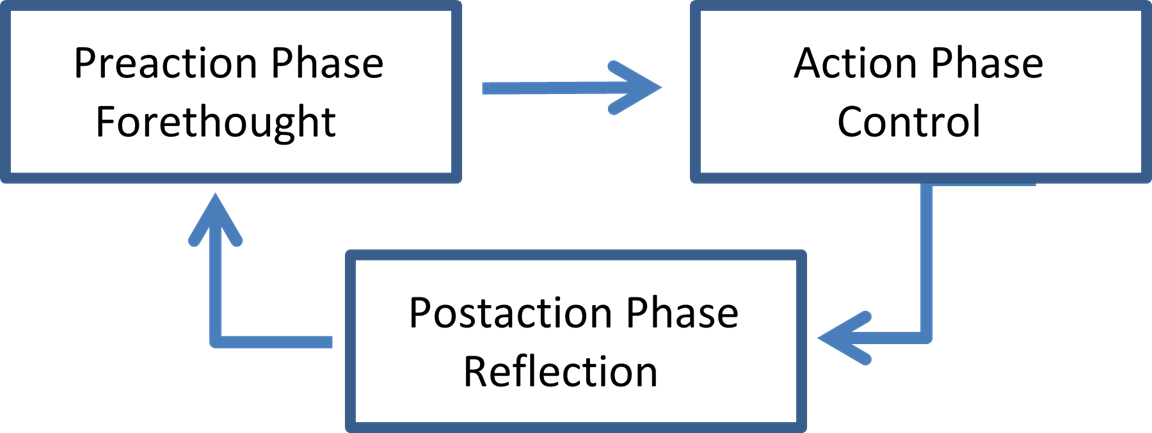
Модель зворотного зв'язку процесу мотивації та волевиявлення. Нижні мітки — термінологія Циммермана.

Модель Рубікону — модель фаз дії, розроблена Гайнцем Гекхаузеном і Пітером Голвітцером у межах когнітивної психології для опису окремих кроків на шляху ухвалення рішення і досягнення мети. Модель Рубікону «визначає чіткі межі між мотиваційною та діяльнісною фазами». Перша межа «відокремлює мотиваційний процес передрішучої фази від вольових процесів пострішучої фази». Інша межа — це межа між ініціацією та завершенням дії. Пізніше іншими дослідниками була запропонована модель саморегуляторного зворотного зв'язку, що включає ці інтерфейси, як показано на рисунку.

## Назва
Назва моделі походить з історії про те, як Цезар перейшов річку Рубікон. Автори моделі вважають, що кожна дія містить у собі таку точку неповернення — Рубікон — при переході від постановки мети до її реалізації. Цій точці неповернення відповідає розділова лінія між підготовчою і преакціональною фазами. На цьому етапі ухвалюється остаточне рішення і вся енергія спрямовується на єдино важливу мету. Ця мета вже незаперечна, вона визначає майбутні дії, а альтернативні цілі відкидаються.

## Тло
Людська дія координує такі аспекти людської поведінки, як сприйняття, мислення, емоції та навички, щоб класифікувати цілі як досяжні чи недосяжні, а потім долучатися чи відмовлятися від спроб досягти цих цілей. За словами Гекхаузенів, «дослідження, засновані на моделі фаз дії „Рубікон“, надали безліч емпіричних доказів того, що психічні та поведінкові ресурси організовуються саме таким чином». Залучення та відмова від цілей впливає на особистий дистрес через недосяжність цілей. «Маючи нові цілі та знову залучаючись до цих нових цілей, людина може зменшити дистрес... водночас продовжуючи отримувати відчуття мети в житті, знаходячи інші цінні заняття».